# Treize Femmes pour Casanova
Pour plus de détails, voir Fiche technique et Distribution.
Treize Femmes pour Casanova est un film austro-franco-italien de Franz Antel sorti en 1977, avec Tony Curtis, Jean Lefebvre et Gérard Jugnot entre autres.

## Synopsis
Un voleur qui s'est évadé de prison se fait passer pour Casanova. Ce dernier est devenu impuissant, à la suite d'une surexposition au plomb lors de son séjour en prison. Les femmes courent toutes après Giacomo, le faux Casanova.

## Fiche technique
- Titre français : Treize Femmes pour Casanova
- Titre original, allemand et italien : Casanova and co
- Titre américain : Some Like It Cool
- Réalisation : Franz Antel
- Scénario : Joshua Sinclair, Tom Priman
- Musique : Riz Ortolani
- Photographie : Hanns Matula
- Montage : Michel Lewin
- Pays de production      :  France,  Italie,  Autriche
- Genre :  comédie érotique
- Durée : 104 minutes (copie française) - 88 minutes (copie doublée en anglais)
- Date de sortie : 1er mars 1977 (Italie), 3 août 1977 (France)

## Distribution
- Tony Curtis : Giacomo / Casanova
- Marisa Berenson : la femme du calife
- Marisa Mell : Duchesse de Cornaro
- Jean Lefebvre : le sergent
- Andréa Ferréol : la femme du boulanger
- Sylva Koscina : la femme du préfet
- Victor Spinetti : le préfet
- Umberto Orsini : Comte Tiretta
- Jenny Arasse : Cecilia
- Jacques Herlin : sénateur Dell'Acqua
- Jeannie Bell : Fatme, une novice au couvent
- Lillian Müller : Beata, une novice au couvent
- Olivia Pascal : Angela, une novice au couvent
- Hugh Griffith : le calife
- Britt Ekland : Comtesse Trivulzi
- Katia Christine : Sardella
- Peter Garell
- Katjas Hohensinn
- Gérard Jugnot : Valente
- Roswitha Kobald : le secrétaire du Dell'Acqua
- Marisa Mantovani
- Marika Mindzenthy
- Erich Padalewski
- Werner Pochath : Fulcenzo
- Umberto Raho : Doge
- Margherita Horowitz : mère supérieure (comme Margherita Trentini)
- Margherita Trentini
- Mauro Vestri : Père Anselmo